# Pancha Carrasco
Pour les articles homonymes, voir Carrasco.
Pancha Carrasco (8 avril 1816, Cartago - 31 décembre 1890, San José) est une militaire costaricienne.
En 1856, Pancha Carrasco s'engage comme cuisinière au sein de l'armée de Juan Rafael Mora Porras pour résister à William Walker. Le 11 avril, elle prend les armes lors de la Bataille de Rivas.
En 1984, elle fait partie des personnalités choisies pour illustrer une série de timbres consacrée aux héros de la Guerre de 1856. En 1986, plusieurs militantes féministes fondent le Colectivo Pancha Carrasco.